# Józef Szamocki

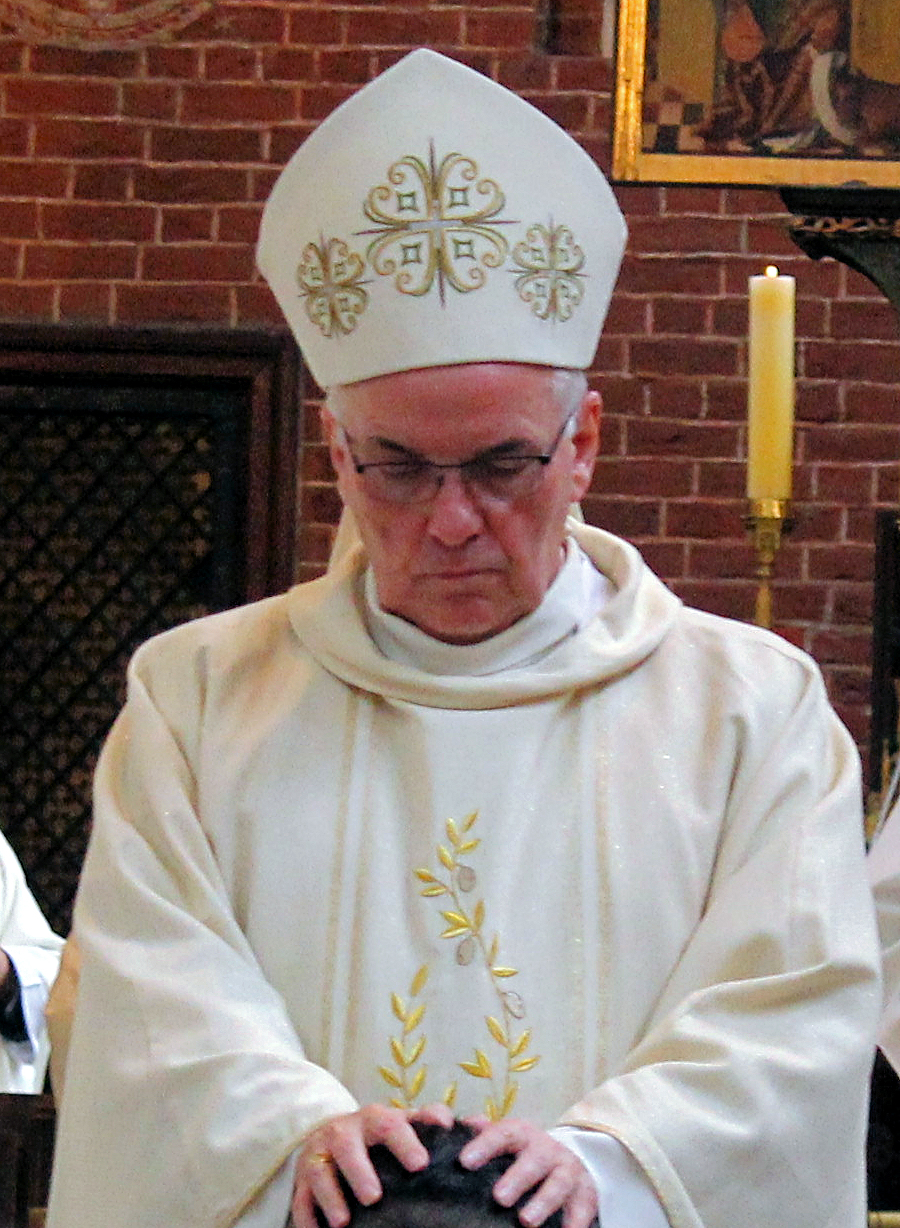
Józef Szamocki (2024)

Bischofswappen von Józef Szamocki

Józef Szamocki (* 4. Oktober 1954 in Gdynia) ist ein polnischer römisch-katholischer Geistlicher und Weihbischof in Toruń.

## Leben
Józef Szamocki besuchte die Grundschule Nr. 7 in Gdynia und anschließend das dortige Adam-Mickiewicz-Gymnasium. Von 1973 bis 1979 studierte er Philosophie und Katholische Theologie am Priesterseminar in Pelplin. An der Katholischen Universität Lublin erlangte er einen Magister Theologiae. Er wurde Mitglied des Säkularinstituts der Missionspriester vom Königtum Christi. Am 29. April 1979 empfing er durch den Bischof von Kulm, Bernard Czapliński, das Sakrament der Priesterweihe für das Bistum Kulm (ab 1992 Bistum Pelplin).
Szamocki war nach der Priesterweihe zunächst als Pfarrvikar der Pfarrei St. Johannes der Täufer in Chojnice tätig. 1983 ging er als Missionar nach Sambia, wo er als Pfarradministrator der Pfarrei Heilige Familie in Lusaka wirkte. Nach der Rückkehr in seine Heimat war er von 1988 bis 1992 Spiritual und Dozent am Priesterseminar in Pelplin sowie von 1990 bis 1992 zusätzlich Direktor der Päpstlichen Missionswerke im Bistum Kulm. 1995 wurde Szamocki in den Klerus des Bistums Toruń inkardiniert. Im selben Jahr wurde er an der Katholischen Theologischen Akademie in Warschau bei Stanisław Wiesław Urbański mit der Arbeit Duchowość kapłana diecezjalnego w Instytucie Świckim Kapłańskim „Misjonarzy Królewskości Chrystusa“ na podstawie pism Gabriela Mercola (1971–1991) („Die Spiritualität des Diözesanpriesters im priesterlichen Säkularinstitut der ‚Missionare vom Königtum Christi‘ auf der Grundlage der Schriften von Gabriel Mercola (1971–1991)“) zum Doktor der Theologie im Fach Spirituelle Theologie promoviert. Später war er Spiritual am Priesterseminar in Toruń, an dem er auch Spirituelle Theologie lehrte. Sein Forschungsschwerpunkt war die Spiritualität der priesterlichen Säkularinstitute. Zudem fungierte er als bischöflicher Delegat für die Ordensleute.
Papst Johannes Paul II. ernannte ihn am 20. April 2000 zum Titularbischof von Clypia und zum Weihbischof in Toruń. Die Bischofsweihe spendete ihm der Bischof von Toruń, Andrzej Suski, am 27. Mai desselben Jahres im Dom St. Johannes in Toruń; Mitkonsekratoren waren Tadeusz Gocłowski CM, Erzbischof von Danzig, und Henryk Muszyński, Erzbischof von Gniezno. Szamocki wählte den Wahlspruch Servire Ecclesiae („Der Kirche dienen“). Als Weihbischof ist Szamocki zudem Generalvikar des Bistums Toruń und Moderator der Kurie. Darüber hinaus gehört er dem Verwaltungsrat und dem Diözesanpastoralrat des Bistums an.
Vom 30. Oktober 2024 bis zur Amtseinführung des neuen Bischofs Arkadiusz Okroj am 4. Juni 2025 verwaltete Szamocki das vakante Bistum Toruń als Apostolischer Administrator.
In der Polnischen Bischofskonferenz fungiert Szamocki zudem als Delegierter für die Säkularinstitute. Außerdem gehört er der Missionskommission und der Kommission für die Institute des geweihten Lebens und für die Gesellschaften apostolischen Lebens sowie dem Rat für die sozialen Kommunikationsmittel an.

## Wappen
Auf dem Wappen von Józef Szamocki ist ein Tau, das sogenannte Antoniuskreuz, zu sehen. Darunter ist eine blaue Weltkugel mit schwarzen Meridianen und Parallelen dargestellt. Zwischen dem Kreuz und der Weltkugel befinden sich die Buchstaben „E“ und „M“, die für „Ecclesia Mater – Mutter Kirche“ stehen. Die Farben Blau und Schwarz symbolisieren Barmherzigkeit. Der weiße Hintergrund steht für Reinheit und Unschuld.

## Schriften
- Duchowość kapłana diecezjalnego w Instytucie Świckim Kapłańskim „Misjonarzy Królewskości Chrystusa“ na podstawie pism Gabriela Mercola (1971–1991). Katholische Theologische Akademie, Warschau 1995.
- Lithostrotos jako miejsce sądu Chrystusa przed Piłatem. In: Theologica Thoruniensia. Nr. 1, 2000, OCLC 998599702, S. 57–95.
- Posłuszeństwo kapłana diecezjalnego w Instytucie Świeckim Kapłańskim „Misjonarzy Królewskości Chrystusa“ na podstawie pism Gabriela Mercola. In: Stanisław Urbański, Marek Szymula (Hrsg.): Duchowość przełomu wieków (= Mistyka Polska. Band 7). Wydaw. Uniwersytetu Kardynała Stefana Wyszyńskiego, Warschau 2000, OCLC 1352932521, S. 358–378.
- Kapłaństwo jako dar powołania do czystości w celibacie w pismach Gabriela Mercola. In: Stanisław Urbański, Marek Szymula (Hrsg.): Duchowość Europy (= Mistyka Polska. Band 8). 2001, OCLC 1349943576, S. 346–357.
- Formacja w instytutach świeckich kapłańskich. In: Stanisław Urbański, Marek Szymula (Hrsg.): Duchowość osób powołanych (= Mistyka Polska. Band 9). 2002, OCLC 1356746959, S. 28–38.
- Istotne elementy duchowości instytutów świeckich kapłańskich. In: Theologica Thoruniensia. Nr. 4, 2003, OCLC 999225393, S. 285–303.
- „Nie bój się […] moc Najwyższego osłoni Cię“ (Łk 1,30): męstwo – doświadczenie tego, który rzeczywiście kocha. In: Mądrość życia: w szkole cnót chrześcijańskich (= Euntes Docete. Band 1). Wydaw. Uniwersytetu Mikołaja Kopernika, Toruń 2003, OCLC 1142855753, S. 195–215.
- Święty Józef – nowe odkrycie na trzecie tysiąclecie. In: Kaliskie Studia Teologiczne. Band 4, 2005, OCLC 998348045, S. 19–25.
- Matka Maria Karłowska – apostołka Dobrego Pasterza. In: Tylko służyć (= Mistyka Chrześcijańska. Band 146). Band 2. Wydawnictwo Uniwersytetu Kardynała Stefana Wyszyńskiego, Warschau 2016, OCLC 998744014, S. 57–62.
- Co czynić, by On nas zdobył? Duchowość kapłana diecezjalnego w Instytucie Świeckim Kapłańskim „Misjonarzy Królewskości Chrystusa“ na podstawie pism Gabriela Mercola (1971–1991): propozycja dla kapłanów diecezjalnych z okazji Roku Kapłańskiego. Toruńskie Wydawnictwo Diecezjalne, Toruń 2010, ISBN 978-83-60053-33-1.
- Czy pobożnie odmawiam różaniec codzienny? Różaniec z błogosławionym księdzem Stefanem Wincentym Frelichowskim. Wydawnictwo Tuba Dei, Toruń 2023, ISBN 978-83-66876-08-8.
- Nie pozostaje nam nic innego, jak Ją naśladować: różaniec z błogosławioną Marią Karłowską. Wydawnictwo Tuba Dei, Toruń 2023, ISBN 978-83-66876-09-5.